# Okupa Banzai
Okupa Banzai es una miniserie de televisión boliviana cómica, producida entre el año 2019 y 2020 en La Paz y transmitida en 2020 por la plataforma de streaming, Red de Entretenimiento Kinema, siendo emitida luego desde el 16 de noviembre de 2021 y el 31 de marzo de 2022 en F10 HD.

## Argumento
Itchi y Mario son dos jóvenes punks que invaden la casa de Roberto, primo de Itchi, quien acaba de divorciarse. Itchi tiene el sueño de ser un productor de historietas, y el vive junto a sus amigos, grandes aventuras en un mundo de fantasía friki con personajes y lugares peculiares.

## Elenco
- Carlos Robles
- Katriel Hidalgo
- Salvador Arellano Catunta
- Diana Loza
- Alejandro Loayza A.
- Shumpei Masuda

## Episodios

### Emisión

#### Lanzamiento original (REK)
Originalmente, Okupa Banzai fue lanzada en 2020, al mismo tiempo que la plataforma boliviana de streaming, REK (por sus siglas, Red de Entretenimiento Kinema), quien también conserva los derechos de distribución para televisión e internacionalmente.

#### Por televisión/internet (F10)
También se emitieron todos los capítulos en la página de Facebook de F10, para promocionar la serie (en parte, debido a que su señal TDT, solo estaba presente en La Paz y Cochabamba y a la poca presencia en operadores de cable).

## Producción

### Ficha técnica
- Maquillaje: Ires Zelada
- Dirección de arte: Shirley Chauca
- Sonido: Rodolfo Rodríguez e Iván Méndez Cossio
- Cámara: Adrián Fernández, Boris Méndez Cossio y Marcial Reyes
- Dirección de fotografía: Adán Saravia
- Asistente de producción: Fanny Ticona
- Asistente de dirección: Cindy Delgado
- Productor(es) ejecutivo(s): Roberto Guarachi y José Manuel Pérez
- Productor: Salvador Arellano Catunta
- Escritor: Nicolás del Porto
- Dirección: Adán Saravia